# Gerd Hensel
Gerd Hensel (* 12. September 1942; † 26. April 2022 in Herne) war ein deutscher Fußballspieler.

## Karriere
Aus der Jugendmannschaft des SV Sodingen hervorgegangen, rückte Hensel zur Saison 1961/62 in die Erste Mannschaft auf. Im Alter von 19 Jahren kam er in seiner Premierensaison im Seniorenbereich in 19 Punktspielen der Oberliga West, der seinerzeit höchsten Spielklasse im westdeutschen Fußball als Abwehrspieler zum Einsatz. Sein Debüt gab er am 13. August 1961 (2. Spieltag) bei der 2:3-Niederlage im Heimspiel gegen den TSV Marl-Hüls. Am Saisonende reichte Platz 15 in einem Teilnehmerfeld von 16 Mannschaften nicht zum Klassenverbleib. Hensel war anschließend in der Saison 1962/63 in der 2. Oberliga West aktiv und – mit Saisonstart der Bundesliga 1963/64 – in der Gruppe 2 der seinerzeit drittklassigen Verbandsliga Westfalen, da Platz 9 nicht zur Qualifikation für die neue zweitklassige Regionalliga West reichte. Danach spielte er ab 1964 für die Polizei-Sportvereinigung Bochum.

## Sonstiges
Gerd ist der Zwillingsbruder von Lothar; beide hatten dieselbe Vereinslaufbahn, selbst die Anzahl der Oberligaspiele war identisch.